# جاتیکو
جاتیکو (به ایتالیایی: Gattico) یک کومونه در ایتالیا است که در استان نووارا واقع شده‌است.

## خصوصیات
جاتیکو ۱۶٫۱۴ کیلومترمربع مساحت و ۳٬۳۱۲ نفر جمعیت دارد و ۳۸۳ متر بالاتر از سطح دریا واقع شده‌است.